# Nokia Lumia 900
O Nokia Lumia 900 é um smartphone desenvolvido pela Nokia com o sistema operacional Windows Phone 7.5. Foi anunciado em 9 de janeiro de 2012 na Consumer Electronics Show 2012, onde ganhou o prêmio de Melhor Smartphone em janeiro de 2012. A versão americana do aparelho tem suporte à LTE e foi 8 de abril de 2012 com exclusividade pela operadora AT&T. O Nokia Lumia 900 tem uma tela de 4,3 in (10,9 cm) sensível ao toque. Também está disponível em magenta, preto, ciano e branco.